# Northbrook (eiland)

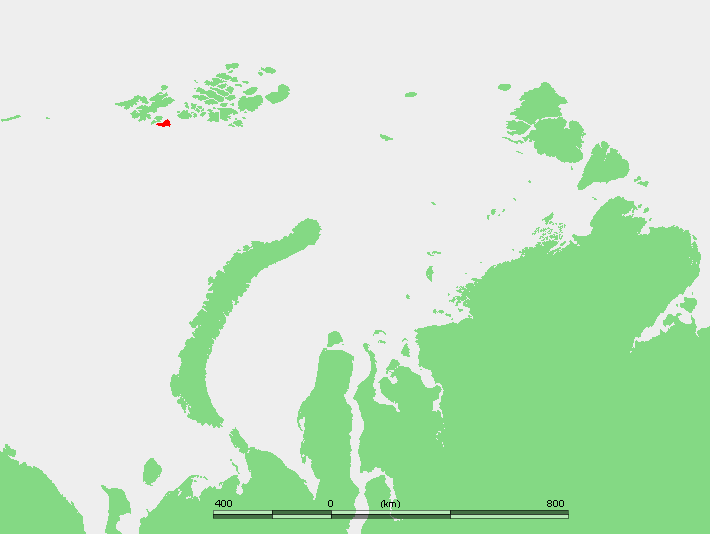
Locatie van Northbrook in de Frans Jozefarchipel

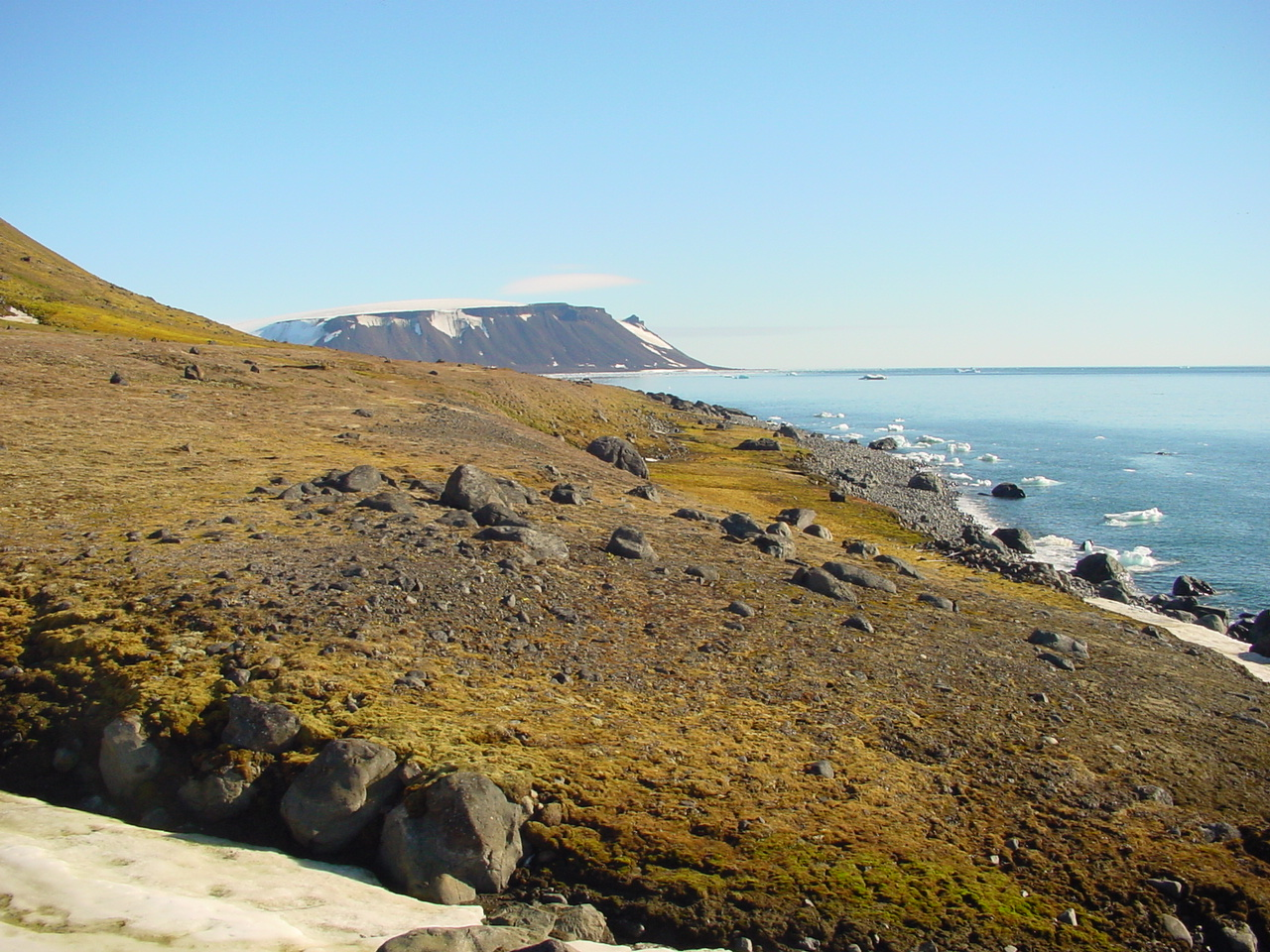
Gezicht op de kust van Northbrook

Northbrook (Russisch: Нортбрук; Nortbroek) is een onbewoond eiland aan de zuidoostelijke rand van de Russische archipel Frans Jozefland. Het eiland is vernoemd naar de Britse adellijke bestuurder Thomas Baring (eerste graaf van Northbrook; afgeleid van de naam van een 'tithing' (tiende) van de lokale 'parish'), die van 1890 tot 1893 de voorzitter was van de Royal Geographical Society. Het hoogste punt van het eiland ligt op 344 meter in het midden van het eiland. Er bevinden zich een aantal kolonies met walrussen.

## Geografie en geschiedenis
Northbrook is een van de meest bereikbare eilanden van de archipel en vormde daarom vaak een uitvalsbasis voor poolexpedities in de late 19e en vroege 20e eeuw.
Aan de zuidzijde van het voormalige zuidwestelijke schiereiland van Northbrook ligt in een onvergletsjerd gebied Kaap Flora (79° 47′ 42″ NB, 50° 49′ 30″ OL), een oriëntatiepunt dat door een aantal onderzoekers werd gebruikt als basiskamp voor onderzoek in de archipel. Hier leed in 1881 de Britse ontdekkingsreiziger Benjamin Leigh Smith schipbreuk. Leigh Smith gaf de kaap haar naam vanwege de uitbundigheid van de flora aldaar. Op 17 juni 1896 vond er een ontmoeting plaats tussen poolreizigers Fridtjof Nansen en Frederick George Jackson. Jackson leidde op dat moment de Jackson-Harmsworth-expeditie vanuit Kaap Flora. Door een expeditie op de ijsbreker Jermak werd er een Russische vlag geplant (en later een vlag van de Sovjet-Unie op een paal van 6 meter hoog). Later werd er een monument geplaatst ter nagedachtenis aan een aantal poolonderzoekers die nooit meer terugkeerden. Het schiereiland is door het smelten van het ijs inmiddels los komen te liggen van Northbrook en kreeg in 2008 de naam Joeri Koetsjiev naar de gelijknamige Ossetische zeevaarder Joeri Koetsjiev, die in 1977 met de atoomijsbreker Arktika als eerste oppervlakteschip ter wereld de Noordpool bereikte.
Aan de noordpunt van het eiland bevindt zich Kaap Bruce, vernoemd naar William Speirs Bruce, een Schotse zoöloog en oceanograaf en deelnemer aan de Jackson-Harmsworth-expeditie.
In 1904 werd er steenkool gewonnen op ongeveer 150 meter hoogte door poolonderzoekers van de Amerikaanse Ziegler-Fiala-expeditie, die er overwinterden nadat hun schip was gezonken bij Rudolfeiland.
In 1914 arriveerden de zeevaarders Valerian Albanov en Aleksandr Konrad op Kaap Flora na een barre reis vanaf hun ingevroren schip de Sint-Anna, waarbij de rest van de expeditieleden omkwam. Albanov en Konrad werden vervolgens gered door het schip de Sint-Foka van de Russische poolonderzoeker Georgi Sedov, terwijl ze bezig waren zich voor te bereiden op een nieuwe overwintering. Hun schip zou nooit meer gevonden worden.

## Aangrenzende eilanden
- Robertsona (Робертсона) - Robertson is een klein eilandje ten oosten van de kust van Northbrook, nabij het oostelijkste punt (Kaap Barentsz). Het eiland werd vernoemd naar de Schotse zuidpoolonderzoeker kapitein Thomas Robertson, die in 1904 de Schotse nationale Antarctische expeditie leidde naar de Zuidelijke Orkneyeilanden op het schip de Scotia.
- Novy ligt op iets minder dan 2 kilometer ten zuidzuidwesten van Robertson, iets dichter bij de kust. Beide eilanden zijn minder dan een kilometer lang.

Alexandraland · Georg-eiland · Graham Belleiland · Hall · Jacksoneiland · Northbrook · Rudolfeiland · Wiener Neustadteiland · Ziegler-eiland